# Rio Duba
O Rio Duba é um rio da Romênia, afluente do Căian, localizado no distrito de Hunedoara.